# Bartlett Lake
Der Bartlett Lake ist ein Stausee im Maricopa County im US-Bundesstaat Arizona. Er liegt 487 m im Tonto National Forest, 48 km nordöstlich von Phoenix. Der See hat eine Fläche von 11 km² und eine Tiefe von 57 m. Er läuft durch den Verde River ab.